# Musée Mohamed Mahmoud Khalil
Le musée Mohamed Mahmoud Khalil ou (en) Mr & Mrs Mohamed Mahmoud Khalil Museum, est un musée situé au Caire en Égypte, dans le quartier de Gizeh, qui comprend des œuvres d'art principalement françaises et datant du XIXe siècle.

## Histoire
Ce musée est installé dans un ancien hôtel particulier construit en 1905 pour le banquier Raphaël Suarès (1846-1909) et fut racheté par Mohamed Mahmoud Khalil (1877-1953) en 1918. Mahmoud Khalil est un homme politique égyptien, ministre de l'Agriculture (1937), président du Sénat (1939-1940), fondateur de la Société des amis des beaux-arts du Caire (1924), commissaire du pavillon égyptien à l'Exposition internationale de 1937 et membre correspondant de l'Académie des beaux-arts (1948). Il avait accumulé avec son épouse une importante collection d'objets d'art français, principalement des toiles impressionnistes, mais aussi des sculptures,.
Après bien des vicissitudes dues à des problèmes de succession, la demeure devient un musée consacré aux collections de Mahmoud Khalil et de sa femme Émilienne Hector Luce (?-1960), musicienne d'origine française, couple auquel le bâtiment est dédié. Il est inauguré une première dois le 23 juillet 1962 par Sarwat Okasha, le ministre égyptien de la Culture.
De 1971 à 1993, le bâtiment a été en partie utilisé par les services de la Présidence égyptienne, les collections sont alors relocalisées dans un bâtiment voisin et sont peu accessibles. Elles réintègrent les lieux en 1995 et le musée est de nouveau ouvert, après que la collection a été montrée à Paris au musée d'Orsay lors d'une exposition intitulée Les Oubliés du Caire (octobre 1994-janvier 1995).

## Collections

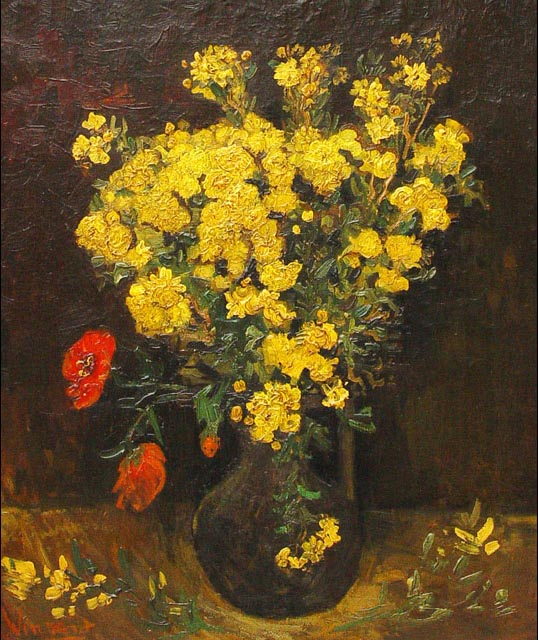
' volé au musée en août 2010.

Le musée comprend plus de 300 pièces de collection.
Parmi les artistes collectionnés par Mohamed Mahmoud Khalil et sa femme, on compte notamment Eugène Delacroix, Eugène Fromentin, Charles-François Daubigny, Gustave Courbet, Johan Barthold Jongkind, Edgar Degas, Claude Monet, Auguste Renoir, Paul Gauguin (La vie et la mort, 1889), Vincent van Gogh, Auguste Rodin, etc. Mais également quelques toiles orientalistes plus académiques. Le musée présente une importante collections d'œuvres pour la plupart acquises avant 1928.
Le musée a fait l'objet de plusieurs cambriolages. Neuf peintures, appartenant à l'ancienne collection d'Ibrahim Pasha, y furent volées en 2009, puis retrouvées 10 jours plus tard. Une œuvre de Vincent van Gogh, Genêts et coquelicots (en), est volée au musée en août 2010. Elle avait déjà été volée le 4 juin 1977, puis retrouvée deux ans plus tard au Koweït,.
Le musée ferme ensuite durant dix ans et rouvre ses portes en juin 2021, entièrement rénové et sécurisé.